# Lasioglossum gibber
Lasioglossum gibber là một loài Hymenoptera trong họ Halictidae. Loài này được Vachal mô tả khoa học năm 1892.